# Yaḥyā ibn Abī Manṣūr
Yaḥyā ibn Abī Manṣūr (? -c.832) est un astronome persan du IXe siècle.
Yaḥyā ibn Abī Manṣūr fut chargé par le calife Al-Ma’mūn de coordonner l'équipe de savants réunis pour un vaste programme d'observations astronomiques. Il participa également à une campagne de mesure de la circonférence de la terre organisée par ce même calife.
Yaḥyā ibn Abī Manṣūr procéda à des observations et des mesures systématiques, qu'il exploita dans son Al-Zij al-Mumtahan (La table vérifiée), où il recalcula les valeurs des paramètres donnés dans l’Almageste et montra que, contrairement à ce qu'affirmait Ptolémée, le mouvement de l'apogée de l'orbe du soleil est lié au mouvement de précession des étoiles fixes. Cet ouvrage, commandé par le sultan servit de référence pour les astronomes ultérieurs qui le complétèrent.
1. 1 2 3 4  Régis Morelon, L'astronomie orientale (IXe-XIe) in Rashed et Morelon 1997, p. 41
2. ↑  Djebbar 2001, p. 197